# M10
Тази статия се отназя за астрономическия обект. За американския „танкоубиец“ вижте M10 Wolverine.
М10 (също познат като Месие 10 или NGC 6254) е кълбовиден звезден куп в съзвездието Змиеносец.
М10 има ширина 83 светлинни години и съдържа само 4 променливи звезди. Разположен на дистанция 16000 светлинни години, този куп от 7” има диаметър 15.1 дъгови минути (повече от половин Луна), което отговаря на линеен диаметър от около 70 светлинни години. Този звезден куп се отдалечава от нас със скорост 69 км/секунда.
Открит е от френския астроном Шарл Месие през 1764 г.
В Нов общ каталог се води под номер NGC 6254.
Разстоянието до М10 e изчислено на около 14 300 светлинни години.